# مؤسسة دوري نجوم قطر
مؤسسة دوري نجوم قطر هي مؤسسة رياضية قطرية تأسست عام 2008، وهي الجهة المسؤولة عن تنظيم دوري نجوم قطر.
تم إنشاء مؤسسة نجوم قطر عام 2008 بهدف تطوير الأداء في بطولة الدوري، وكذلك لاستيفاء معايير ومتطلبات الاحتراف المطلوبة من قبل الاتحاد الآسيوي لكرة القدم، بالإضافة إلى تسويق رياضة كرة القدم في قطر وتحسين الجانبيْن الاقتصادي والتسويقي.

## لمحة تاريخية
بدأت المؤسسة عام 2006 تحت اسم "لجنة الاحتراف" والتي كانت تابعة للاتحاد القطري لكرة القدم بهدف تفعيل الاحتراف في كرة القدم القطرية، واستمرت في عملها إلى أن تم إطلاقها رسمياً عام 2008.

## البطولات
تشرف مؤسسة دوري نجوم قطر على البطولات التالية:
- دوري نجوم قطر
- كأس نجوم قطر
- كأس قطر

## وصلات خارجية
- الموقع الرسمي